# Eurobrun ER188B
Chronologie des modèles (1989)
Eurobrun ER188 Eurobrun ER189
L'Eurobrun ER188B est la monoplace de Formule 1 engagée par l'équipe Eurobrun Racing dans le cadre du championnat du monde de Formule 1 1989. Elle débute en championnat au Grand Prix du Brésil, pilotée par le pilote suisse, novice en Formule 1, Gregor Foitek et est remplacée par l'Eurobrun ER189 après le Grand Prix de Grande-Bretagne.

## Historique

### La conception de l'ER188B

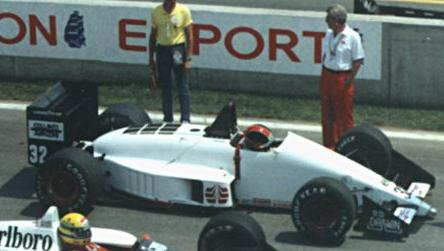
L'ER188B est une modeste évolution de cette ER188 de la saison précédente. Seuls le moteur et le train arrière sont revus

George Ryton, le nouvel ingénieur engagé par Walter Brun lors de l'intersaison 1988-1989 étant également mis à contribution pour développer la nouvelle voiture de groupe C de l'écurie Brun Motorsport, Eurobrun ne peut pas aligner sa nouvelle monoplace dès l'entame de la saison 1989. Bruno Zava convertit donc le châssis ER188, qui n'est déjà qu'une évolution d'un châssis Alfa datant de 1984, en ER188B.
Le principal changement est le remplacement du moteur Cosworth par un bloc Judd CV qui développe 600 chevaux à 11 200 tours par minute. Ce moteur n'est pas un bloc neuf mais fait partie d'un des lots déjà utilisés la saison précédente par l'écurie Williams,,.
L'autre évolution majeure concerne l'adaptation des trains roulants aux nouveaux pneumatiques Pirelli qui remplacent les Goodyear de la saison précédente. Ces quelques aménagements ne cachent pas le fait que l'ER188B est totalement dépassée par rapport à ces concurrentes. Elle ne dispose d'ailleurs toujours pas d'une boîte à air dynamique, contrairement à toutes les autres monoplaces engagées.

### Un début de saison catastrophique
Pour la saison 1989, vingt écuries sont engagées, ce qui représente un total de trente-neuf monoplaces pour vingt-six places disponibles sur les grilles de départ des Grands Prix. Avec près de quarante monoplaces en lice, les séances de préqualification sont incontournables,,. Cette compétition entre les écuries les plus modestes va rapidement se révéler extrêmement ardue pour Eurobrun qui éprouve les plus grandes difficultés à franchir le double écueil préqualification/qualification.
L'ER188B fait son apparition à l'occasion du Grand Prix inaugural au Brésil. Gregor Foitek réussit à passer la barre des préqualifications, au contraire d'une monoplace de la Scuderia Italia, d'une Osella, d'une Rial Racing, d'une Coloni, d'une AGS, d'une Zakspeed et des deux Onyx. Le Suisse se classe vingt-troisième de la première séance de qualification en réalisant un tour de piste en 1 min 31 s 791. Toutefois, son moteur Judd explose au début de la deuxième séance qualificative et l'empêche d'améliorer sa performance. Finalement vingt-neuvième, il échoue à se qualifier pour moins de huit dixièmes de seconde du dernier qualifié, Philippe Alliot sur Larrousse,.
Au Grand Prix de Saint-Marin, Foitek ne réalise que le trente-deuxième temps et échoue dès les préqualifications. La situation s'aggrave lors de la troisième épreuve de l'année, à Monaco, où le Suisse est trente-cinquième sur trente-huit engagés. L'écurie relève un peu la tête lors du Grand Prix du Mexique où Foitek signe le trente-deuxième temps, ce qui ne lui permet toujours pas de décrocher une place en qualification. Il en est de même au Grand Prix des États-Unis, sur le circuit urbain de Phoenix où Foitek ne passe pas la barre des préqualifications.
La monoplace est surclassée par ses rivales mais l'écurie ne dispose pas de suffisamment de ressources pour tourner en essais privés afin d'améliorer les résultats. Les maigres connaissances techniques de Foitek n'aident pas les ingénieurs à mettre au point la monoplace. Gregor Foitek rapporte pour sa part que les nombreuses divergences d'opinions entre les options préconisées par Ryton et leur traduction sur la piste par l'équipe d'ingénieurs de course ne l'ont pas aidé à améliorer sa compétitivité,. Enfin, afin de concentrer tous les efforts financiers sur la future Eurobrun ER189 en cours de conception, les pièces d'usure de la ER188B sont utilisées bien au-delà de leur durée de vie optimale, ce qui ne contribue pas à accroître les performances de la monoplace,.
À l'occasion de la deuxième manche de la tournée américaine, au Canada, Foitek effectue une légère sortie de trajectoire et crève, ce qui endommage sa suspension. Il est victime d'une très violente sortie de piste, à 257 km/h, dans l'épingle Pits Hairpin. La monoplace est endommagée et il ne réussit pas à se préqualifier,.
Foitek ne signe que l'avant-dernier temps des préqualifications au Grand Prix de France et échoue une nouvelle fois en préqualification au Grand Prix de Grande-Bretagne.
Au terme de la première partie de la saison, Eurobrun doit disputer à nouveau les séances de préqualifications puisqu'elle fait partie des équipes les moins performantes avec une seule préqualification réussie en huit tentatives. Contrairement à ses rivales de fond de grille comme AGS, Onyx, Osella, Rial Racing et Zakspeed, l'écurie a constamment reculé dans la hiérarchie du championnat du monde. La seule lueur d'espoir est l'annonce par George Ryton de la possibilité d'aligner la nouvelle monoplace ER189 à partir du Grand Prix d'Allemagne, première course de la seconde partie de la saison.
Pour préparer le Grand Prix de Belgique, l'équipe effectue une séance d'essais privés sur le circuit de Monza, en Italie car Foitek a déclaré à ses ingénieurs que le nouveau châssis Eurobrun ER189 « ne marche pas du tout » et que la monoplace est « catastrophique »,. Eurobrun décide alors de participer au Grand Prix de Belgique avec l'ER188B et Foitek manque à nouveau sa préqualification,.

## Résultats en championnat du monde de Formule 1
| Saison | Écurie          | Moteur     | Pneumatiques | Pilotes       | Courses | Courses | Courses | Courses | Courses | Courses | Courses | Courses | Courses | Courses | Courses | Courses | Courses | Courses | Courses | Courses | Points inscrits | Classement |
| Saison | Écurie          | Moteur     | Pneumatiques | Pilotes       | 1       | 2       | 3       | 4       | 5       | 6       | 7       | 8       | 9       | 10      | 11      | 12      | 13      | 14      | 15      | 16      | Points inscrits | Classement |
| ------ | --------------- | ---------- | ------------ | ------------- | ------- | ------- | ------- | ------- | ------- | ------- | ------- | ------- | ------- | ------- | ------- | ------- | ------- | ------- | ------- | ------- | --------------- | ---------- |
| 1989   | Eurobrun Racing | Judd CV V8 | Pirelli      |               | BRÉ     | SMR     | MON     | MEX     | USA     | CAN     | FRA     | GBR     | ALL     | HON     | BEL     | ITA     | POR     | ESP     | JAP     | AUS     | 0               | 20e        |
| 1989   | Eurobrun Racing | Judd CV V8 | Pirelli      | Gregor Foitek | Nq      | Npq     | Npq     | Npq     | Npq     | Npq     | Npq     | Npq     |         |         | Npq     |         |         |         |         |         | 0               | 20e        |

Légende : ici 